# Bluhm’sche Massentheorie
Die Bluhm'sche Massentheorie wurde von Friedrich Bluhme in seinem Aufsatz „Die Ordnung der Fragmente in den Pandectentiteln“ 1818 begründet. Sie beschreibt zum einen den Aufbau der Digesten, insbesondere die Anordnung der leges in den einzelnen Titeln; zum anderen bietet sie einen Erklärungsansatz für die Frage, wie die Juristen des Kaisers Justinian bei der Erstellung der Digesten gearbeitet haben.

## Kompilation von 530 n. Chr.
Ende 530 erteilte Justinian dem Juristen Tribonian den Auftrag eine Kommission mit der Zielvorgabe zu gründen, das hergebrachte römische Recht in einem Sammelwerk zusammenzuführen. Unter Federführung Tribonians erhielten in der Folge sechs Kommissionäre und elf zusätzliche Rechtsgelehrte freie Hand darüber, alle verfügbaren vorklassischen und klassischen Texte zu sichten. Sie sollten prüfen, welche für die geplante abschließende Gesetzessammlung in Betracht kamen. Die ausgewählten Texte sollten letztlich das römische Recht repräsentieren. Da viele Texte veraltet und anachronistisch waren, wurden sie ausgeschieden, sodass ein Zwanzigstel des gesamten Materials zur Weiterverwendung verblieb. Neununddreißig Juristen verteilten insgesamt 9142 Exzerpte (430 Sachtitel) auf 50 Bücher (libri), die in Anlehnung an klassische Werktitel als Digesten beziehungsweise Pandekten erfasst wurden. Hierüber gab Tribonian selbst bereits Auskunft.

## Die Feststellungen Bluhmes
Aus der Anordnung der Rechtsstoffe erschloss Friedrich Bluhme, dass in drei Unterausschüsse gearbeitet worden sein musste. Jeder dieser Unterausschüsse hatte sich mit jeweils einem bestimmten Teil der Urtexte beschäftigt. Die jeweiligen redaktionellen Bearbeitungen der Papiermassen wurden sodann hintereinandergestellt. Nachdem Bluhme festgestellt hatte, dass die Abfolge der Fragmente in den Titeln Digesten 50,16 (De verborum significatione – Über die Bedeutung der Wörter) und Digesten 50,17 (De diversis regulis iuris antiqui – Von alten Rechtsregeln) ganz bestimmten Regeln folgten und innerhalb der einzelnen Digestentitel die Exzerpte aus bestimmten Gruppen klassischer Juristenschriften beieinander standen, bemühte er sich um eine Erklärung dafür:
1. Die 1. Gruppe umfasst hauptsächlich Ausschnitte aus Kommentarwerken der spätklassischen Autoren zum alten ius civile, die libri ad Sabinum der Autoren Ulpian und Paulus; man nennt diese Gruppe daher „Sabinusmasse“.
2. Die 2. Gruppe umfasst die sogenannte „Ediktsmasse“, die im Kern Auszüge aus den Ediktskommentaren (libri ad edictum) der Hoch- und Spätklassiker zum  Amtsrecht der Prätoren (ius honorarium) behandelt.
3. Die 3. Gruppe umfasst die Responsen und Quästionensammlungen der Juristen Papinian, Paulus und Ulpian, Bestandteile der römisch-klassischen Problemliteratur, wobei die Papinianfragmente zumeist den Anfang bilden, weshalb auf ihn die Bezeichnung „Papinianmasse“ zurückgeht.
4. In manchen Titeln erscheint eine kleine 4. Gruppe (sogenannte „Appendixmasse“) aus verschiedenen Werken. Die zugrundeliegende Literatur wurde insoweit auf die Sachbücher verteilt, weil sie erst nach Beginn der redaktionellen Arbeiten zugänglich wurde.[2]